# 綾部ふれあい牧場
綾部ふれあい牧場（あやべふれあいぼくじょう）とは、京都府綾部市位田町にある綾部市が設置・管理する牧場。1995年（平成7年）4月1日に、畜産振興及び農業への理解と後継者の育成の場とするとともに、地域の活性化を図ることを目的に開設した。

## 概要
綾部市の中心部を流れる由良川の北、なだらかな丘陵地帯にあるこの牧場は、3.6haの広大な敷地面積を持ち、現在は用途を変更
観光牧場として運営されている
舞鶴若狭自動車道綾部IC～福知山IC間で、道路沿いから牧場内にあるランドマーク的な小型風車を望むことができる。

## 所在地
- 〒623-0221　京都府綾部市位田町桧前81
  - 座標:北緯35度19分29.2秒 東経135度14分17.8秒 / 北緯35.324778度 東経135.238278度

## アクセス
- 舞鶴若狭自動車道 綾部IC から、車で約5分
- JR西日本 山陰本線・舞鶴線 綾部駅から、車で約10分

## 主な施設
- 入場料：無料
- 営業時間　10時～18時（冬期10時～17時）
- 休業日：火曜日
- 駐車場：無料（50台）

牧場施設
- 風車
- 芝生広場　天気の良い日はヤギが放牧されていてふれあえることが出来る

　　　バドミントン等の遊具あり
　　　ドッグランにも使用可能
- ミニ家畜舎: ヤギ・亀・ヒツジ・ミニブタなどが飼育されている
- ねこ牧場　日本初？のねこ牧場　朝と夕方放牧されている
- のんたん牧場（風車）ウサギが飼育されている
- 牧場内飲食・販売施設
- レストラン「ふれあい食堂」10時～18時（冬期17時まで）

　山で育てた希少な濃厚ジャージー牛のソフトクリーム
　焼き肉等販売
```
・綾部B級グルメフェスタに選ばれたホルモン丼などもある
```

- サラブレッド乗馬体験（イベント開催時）
- アスレチック遊具（平均台、ブランコ、すべり台等）